# 짐 트루-프로스트

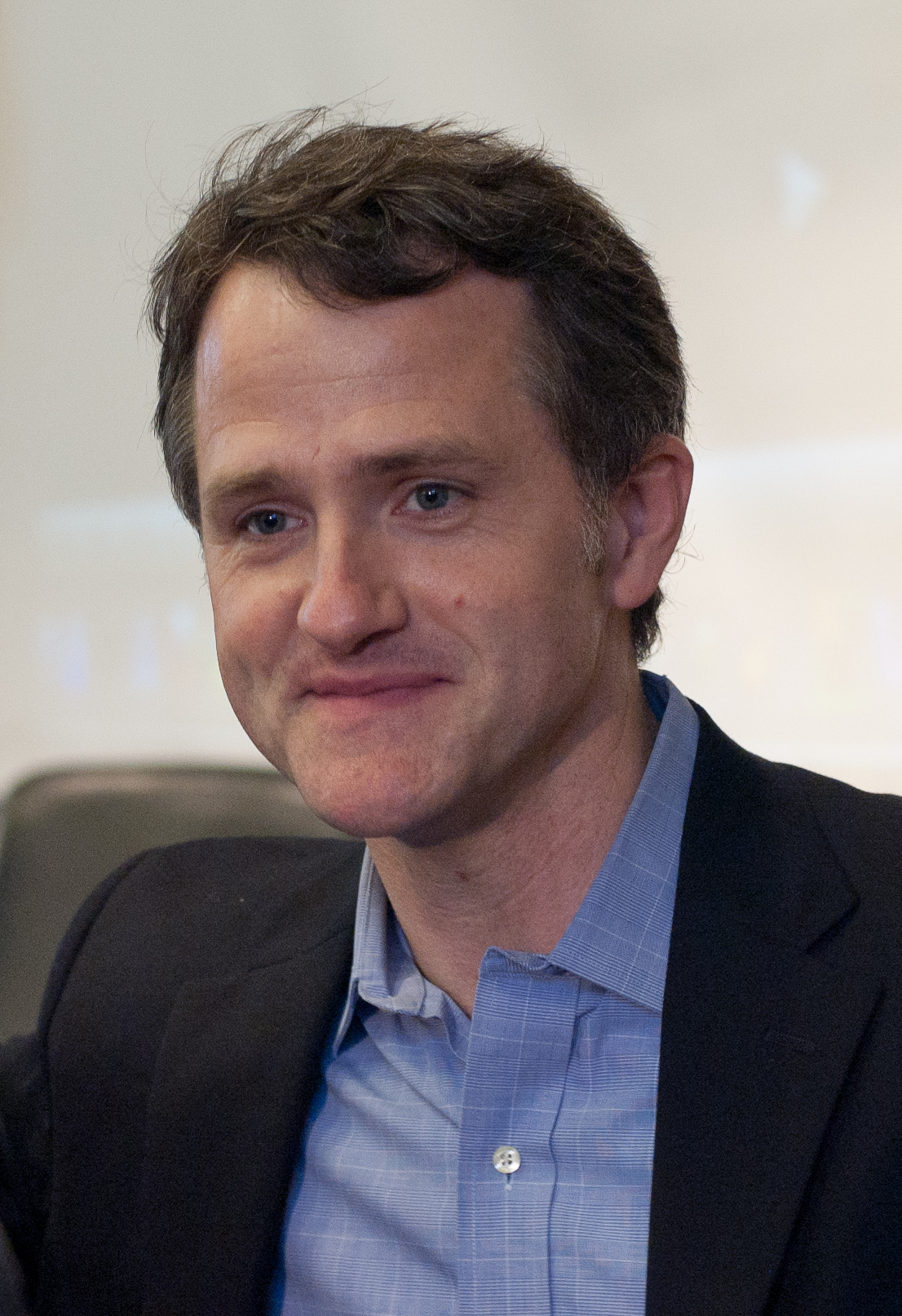

짐 트루프로스트(Jim True-Frost, 1966년 7월 31일 ~ )는 미국의 배우이다.
그리니치에서 태어났다.

## 출연 작품
- 픽업 (2017년) - 벤 역
- 음모자 (2010년) - 하트랜프트 역
- Diminished Capacity (2008년)
- 나는 칸느영화제 가려고 포르노를 찍는다 (2006, Slippery Slope)
- 오프 더 맵 (2003년)
- 어플릭션 (1997년)
- 파 하버 (1996년) - 라이랜드 역
- 노멀 라이프 (1996년)
- 허드서커 대리인 (1994년) - 버즈 역
- 클럽 싱글즈 (1992년)
- 멸망의 창조 (1989년)

### 텔레비전
- 더 와이어 (2002-08)
- 로앤오더 (2005, 2008)
- 호스티지 (2013-14)
- 아메리칸 오디세이 (2015)